# Jules-Armand Hanriot
Pour les articles homonymes, voir Hanriot.
Jules-Armand Hanriot né le 11 juin 1853 à Arpajon et mort le 21 mai 1930 à Paris est un peintre, graveur et illustrateur français.

## Biographie
Jules-Armand Hanriot naît le 11 juin 1853 à Arpajon, fils de Julie Sallée et de Joseph Armand Hanriot.
Il devient un élève d'Isidore Pils dont il fréquente l'atelier sans être inscrit aux Beaux-Arts de Paris. 
Produisant à ses débuts des portraits et des paysages à l'huile, puis des nus féminins et des marines, il expose au Salon à partir de 1877, deux portraits de femme et deux eaux-fortes, puis au Salon des artistes français dès 1881, devenant sociétaire en 1883. Hanriot livre également des gravures au Paris à l'eau-forte (1876) dirigé par Richard Lesclide. La Gazette des beaux-arts et surtout L'Artiste publient également ses gravures : Hanriot collabore étroitement aux ouvrages d'Arsène Houssaye.
En 1877, il a une aventure avec Suzanne Leenhoff, l'épouse d'Édouard Manet : celui-ci, qui avait accueilli le jeune peintre parmi ses proches, chez lui, et l'avait même recommandé, menace désormais de le tuer s'il s'approche de sa femme. Dès lors, Hanriot va se faire plus que discret, et en effet, il semble disparaître.
Tout en quittant Paris pour poursuivre une carrière de peintre de marines — semble-t-il vers Arcachon —, il accélère sa production d'eaux-fortes pour, entre autres, Marc de Montifaud, auteure qui aura des ennuis avec la justice du fait de ses écrits érotiques et surtout anticléricaux : là aussi, les éditions se font « sous le manteau ». Le tireur pour ces gravures-là est l'imprimeur-graveur Auguste Delâtre, proche des impressionnistes, et associe un certain « Max Van Ruyss ». 
Il grave des images pour des périodiques comme L'Univers illustré (1887) et livre une lithographie d'après Henner à L'Estampe moderne (1897-1899).
Il dessine et grave des planches historiques pour l'éditeur de livres scolaires Armand Colin à partir de 1892.
Hanriot réapparaît dans les salons de peinture, entre autres au Salon des indépendants (1905-1910), au Salon d'automne de 1910, avec des nus féminins. Son dernier Salon des artistes français est celui de 1920-1921.
Marié une première fois à la couturière et dessinatrice Marie-Antoinette Berbegier dite Marie de Solar, il en divorce puis épouse en secondes noces Jeanne Bernheim. Il meurt le 21 mai 1930 au 16, rue Choron, dans le 9e arrondissement de Paris,.

## Ouvrages illustrés
- Marc de Montifaud, Les romantiques, portrait de Victor Hugo gravé par Hanriot, 1878.
- Arsène Houssaye, Molière, sa femme et sa fille, Paris, Dentu, 1880.
- Marc de Montifaud, Les Nouvelles drolatiques, série en 10 volumes avec dix frontispices gravés, Paris, Paris [et Bruxelles], J. Cusset imprimeur, 1880-1883.
- Crébillon fils, Le Hazard du coin du feu, précédé d'une notice par Marc de Montifaud et d'une eau-forte de Hanriot, Paris [Bruxelles], Charles Gilliet[9], 1880.
- François-Timoléon de Choisy, Aventures de l'abbé de Choisy habillé en femme, précédé d'une notice et de documents inédits par Marc de Montifaud et d'une eau-forte de Hanriot, Paris, C. Gilliet, 1880.
- Mémoires d'une demoiselle de bonne famille rédigés par elle-même, revus, corrigés, élagués, adoucis et mis en bon français par Ernest Feydeau, frontispice en noir et en sanguine gravé par Hanriot, Londres, A. R. Williams [Bruxelles, Charles Gilliet, imprimerie Clerbaut, Liberani et Cie], 1877.
- Eaux-fortes pour illustrer les contes de Caylus, compositions de Henri-Joseph Dubouchet, gravures de Hanriot, Paris, Albert Quantin, 1881.
- Charles Aubert, série « Les Frileuses », eaux-fortes, Paris, Chez tous les libraires, 1884.
- Charles Aubert, série « Péchés roses », eaux-fortes, Paris, Chez tous les libraires, 1884.
- Charles Aubert, série « Les nouvelles amoureuses » [I à XIII], eaux-fortes, Paris, Chez tous les libraires, 1882-1885 — curiosa d'abord publiées en fascicules, repris en petits volumes, illustrés avec Paul-Eugène Mesplès, et enfin publiés en volume chez Marpon-Flammarion[10].
- Charles Ponsonailhe, Sébastien Bourdon, sa vie et son œuvre : d'après des documents inédits tirés des archives de Montpellier, eaux-fortes par Hanriot, Édouard-Antoine Marsal et G. Boutet, Paris, Jules Rouam, 1886.
- Charles Diguet,  Pour se marier. Traditions mondaines, usages et formalités, illustrations et gravures avec Marie de Solar, Marpon et Flammarion, 1887.
- Arsène Houssaye, Contes pour les femmes [cinq fascicules], eaux-fortes,  Paris, Marpon et Flammarion, 1888.
- J. Chancel, Le Pari d'un lycéen, Paris, Armand Colin, 1902.

## Collections publiques
- Arcachon, bibliothèque municipale : Vue du bassin, huile sur toile[11].
- Londres, British Museum : fonds d'une centaine d'eaux-fortes en différents états, se partageant entre gravures d'interprétation et images originales[12].
- Paris, Bibliothèque nationale de France : fonds d'une dizaine d'œuvres[13].

Œuvres de Jules-Armand Hanriot
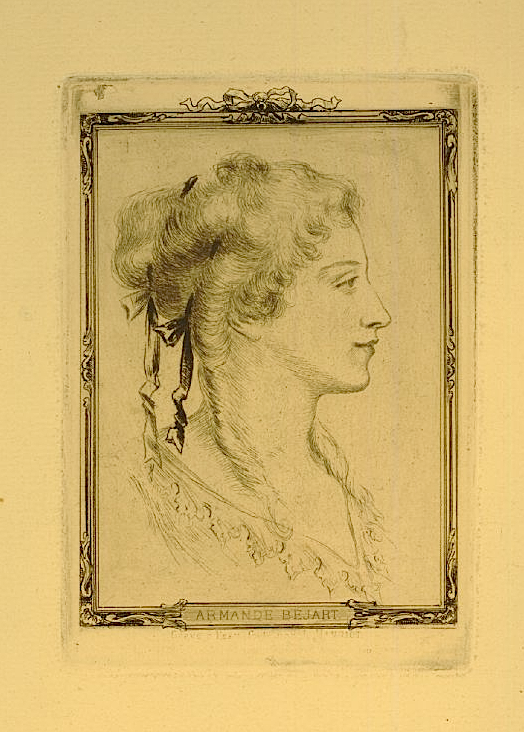
Armande Béjart (1880), eau-forte, Londres, British Museum.
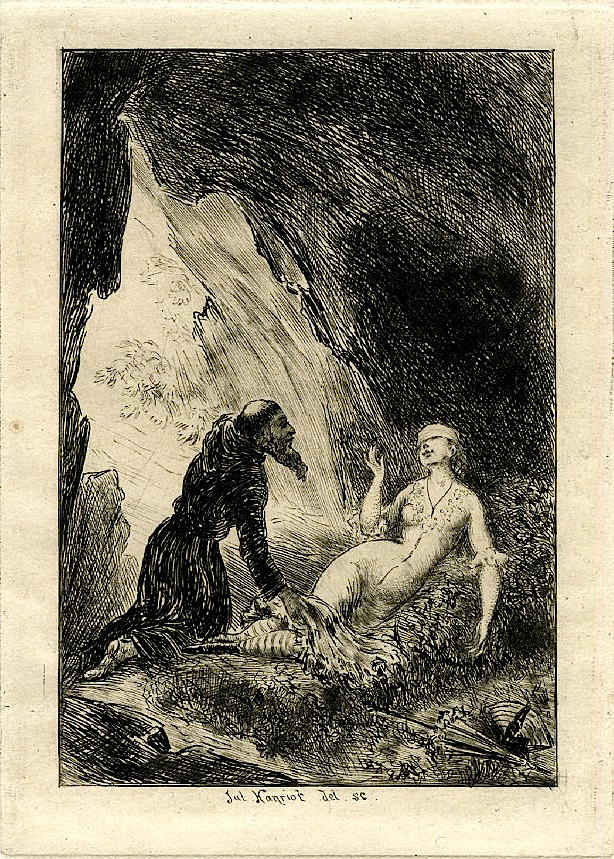
Moine à genoux devant une femme aux yeux bandés (vers 1880-1883), eau-forte, Londres, British Museum.
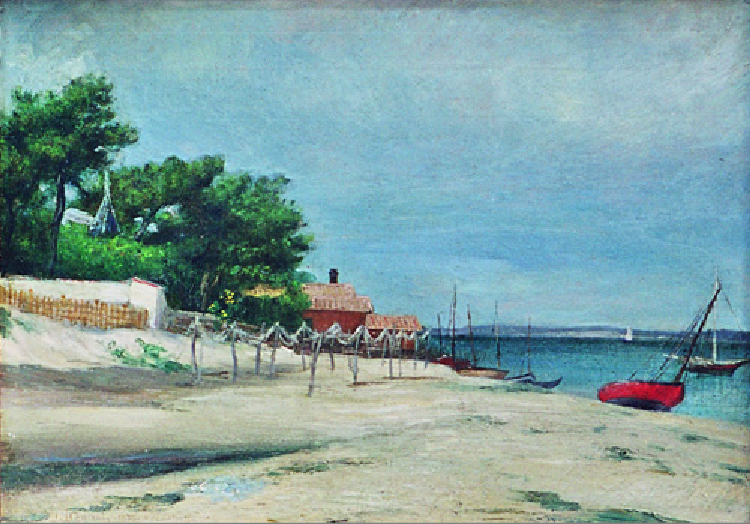
Vue du bassin d'Arcachon, huile sur toile, Arcachon, bibliothèque municipale.